# مارغريت إليزابيث فاندرهايغه
مارغريت إليزابيث فاندرهايغه هي رسامة كندية، ولدت في 22 مارس 1950 في Leader, Saskatchewan ‏ في كندا، وتوفيت في 18 مايو 2012 في ساسكاتون في كندا.